# Горан Бабић
Горан Бабић (Вис, 1944) југословенски и српски је књижевник, драматург, сценариста, новинар и концептуални уметник. Написао је око седамдесет књига.

## Биографија
По оцу је Хрват а по мајци Србин. Одрастао је у Мостару. Дипломирао је на Економском факултету у Загребу.
Крајем шездесетих година био је оснивач Центра за друштвене д‌јелатности омладине РК СОХ, која је издавала омладински лист „Полет“. Био је главни уредник часописа „Око” намењеног актуелностима из уметности и културе.
У периоду од 1981. до 1985. године Бабић је био задужен за културу у Председништву Социјалистичког савеза Републике Хрватске.
Током деведесетих се због изразитог неслагања са политком ХДЗ-а Фрање Туђмана сели се са породицом за Београд. Свој последњи текст објављен у Хрватској написао је када је на зиду у кварту Дубрава видео графит забрањено за Србе, псе и Цигане. Свој текст је завршио реченицом: Тражите ме међу Србима, псима и Циганима.
Објавио је седамдесет књига из различитих жанрова. Радио је за телевизију, радио, новине и филм.
Режирао је документарне филмове и ТВ емисије, а по његовим текстовима су други режисери снимали ТВ драме и сери, позоришне представе, цртане филмове ("Рибље око") или снимали грамофонске плоче (Арсен Дедић, Корнелије Ковач).
Поезија му је уврштена у антологије српске и хрватске поезије.
Члан је Адлигата.
Са супругом има три кћери.

## Одабрана дела
- Видно поље
- Лијеве грешке, грешке љевице
- Повремено заустављање времена
- Изуми за већу децу
- Само ти, синко, ради свој посао
- Градња рушевине